# Bottoms Up
Bottoms Up (englisch für Auf Ex) ist das dritte Soloalbum des US-amerikanischen Rappers Obie Trice. Es erschien am 3. April 2012 über sein eigenes Independent-Label Black Market Entertainment.

## Produktion
Die Beats des Albums wurden von neun verschiedenen Produzenten geschaffen. Dr. Dre produzierte die Lieder Bottoms Up (Intro), Dear Lord und Hell Yeah, während Obie Trices Entdecker Eminem das Instrumental von Going Nowhere schuf. NoSpeakerz produzierte die Songs Spill My Drink, Spend the Day, Petty sowie LeBron On, wogegen Secrets und Ups & Downs von K&Square produziert wurden. Je eine Produktion stammt von Coree Benton (I Pretend), Statik Selektah (Richard), Phonix Beats (BME Up), Lucas Rezza (Battle Cry), Geno Xo (My Time) sowie Witt & Pep (Crazy).

## Covergestaltung
Das Albumcover ist in schwarz-weiß gehalten. Es zeigt ein Foto von Obie Trice im Kleinkindalter. In der rechten unteren Ecke stehen die Schriftzüge Obie Trice und Bottoms Up.

## Gastbeiträge
Auf lediglich vier Liedern befinden sich Gastbeiträge anderer Künstler. So tritt Obie Trices ehemaliger Labelchef Eminem beim Song Richard in Erscheinung, während der Sänger Adrian Rezza auf Battle Cry vertreten ist. Drey Skonie hat einen Auftritt bei Spend the Day und der bereits 2008 verstorbene MC Breed rappt eine Strophe auf dem Track Crazy.

## Titelliste
| #  | Titel              | Gastbeiträge | Produzent       | Länge |
| -- | ------------------ | ------------ | --------------- | ----- |
| 1  | Bottoms Up (Intro) |              | Dr. Dre         | 3:10  |
| 2  | Going Nowhere      |              | Eminem          | 3:45  |
| 3  | Dear Lord          |              | Dr. Dre         | 3:44  |
| 4  | I Pretend          |              | Coree Benton    | 5:04  |
| 5  | Richard            | Eminem       | Statik Selektah | 3:50  |
| 6  | BME Up             |              | Phonix Beats    | 3:28  |
| 7  | Battle Cry         | Adrian Rezza | Lucas Rezza     | 4:14  |
| 8  | Secrets            |              | K&Square        | 3:45  |
| 9  | Spill My Drink     |              | NoSpeakerz      | 4:07  |
| 10 | Spend the Day      | Drey Skonie  | NoSpeakerz      | 3:46  |
| 11 | Petty              |              | NoSpeakerz      | 3:25  |
| 12 | My Time            |              | Geno Xo         | 3:51  |
| 13 | Ups & Downs        |              | K&Square        | 4:23  |
| 14 | Hell Yeah          |              | Dr. Dre         | 3:23  |
| 15 | Crazy              | MC Breed     | Witt & Pep      | 4:23  |
| 16 | LeBron On          |              | NoSpeakerz      | 4:14  |

## Rezeption
| Professionelle Bewertungen | Professionelle Bewertungen |
| -------------------------- | -------------------------- |
| Kritiken                   |                            |
| Quelle                     | Bewertung                  |
| laut.de                    | [ 2 ]                      |
| allmusic                   | [ 3 ]                      |
| RapReviews                 | [ 4 ]                      |

Alexander Austel von laut.de bewertete das Album mit zwei von möglichen fünf Punkten. Er kritisiert vor allem die Produktionen, denen es „einfach an Wumms und einer gewissen Raffinesse“ fehle. Besonders die Lieder Spill My Drink und Petty fielen hierbei negativ ins Gewicht. Der Song Richard mit Eminem, klinge „frech und fresh, wenn auch etwas überladen.“

## Chartplatzierungen und Singles
Bottoms Up konnte nicht an die kommerziellen Erfolge der beiden ersten Alben des Rappers anknüpfen. Der Tonträger stieg für eine Woche auf Platz 130 in die US-amerikanischen Charts ein.
Vor Veröffentlichung des Albums wurden die Lieder Battle Cry und Spend the Day als Singles zum Download ausgekoppelt. Beide konnten sich jedoch nicht in den Charts platzieren.